# Terrance Pieters
Terrance Pieters (* 14. Dezember 1996 in Amsterdam) ist ein niederländischer Hockeyspieler. Er war 2023 mit der niederländischen Nationalmannschaft Weltmeisterschaftsdritter und Europameister. 2025 wurde er Europameisterschaftszweiter.

## Sportliche Karriere
Pieters spielte bis 2019 beim Almeerse Hockey Club und wechselte dann zum SV Kampong. 2024 gewann er mit Kampong den niederländischen Meistertitel.
2017 debütierte er in der Nationalmannschaft. In 96 Länderspielen erzielte der Angreifer 20 Tore. (Stand 17. August 2025)
2018 bei der Weltmeisterschaft in Bhubaneswar gehörte er zum erweiterten Kader, kam aber nicht zum Einsatz. Anfang 2023 bei der Weltmeisterschaft in Bhubaneswar war Pieters erstmals bei einem großen Turnier Stammspieler. Im Halbfinale unterlagen die Niederländer den Belgiern im Shootout. Das Spiel um den dritten Platz gewannen die Niederländer mit 3:1 gegen die Australier. Pieters erzielte sein einziges Turniertor in der Vorrunde. Im August 2023 bei der Europameisterschaft in Mönchengladbach gewannen die Niederländer im Halbfinale mit 3:2 gegen Belgien und im Finale 2:1 gegen England. Pieters wirkte in allen fünf Spielen mit und erzielte drei Treffer. 2025 bei der Europameisterschaft in Mönchengladbach erreichten die Niederländer das Finale und unterlagen dann den Deutschen im Shootout. Pieters erzielte seine beiden Turniertore in der Vorrunde beim 4:2 gegen die Belgier.